# Budżak
Budżak (ukr. Буджак) – osiedle typu miejskiego w południowo-zachodniej Ukrainie w rejonie bołgradzkim obwodu odeskiego. Do 2024 nosiło nazwę Borodino.